# Kanalen (Schiff)
Die Kanalen ist eine Doppelendfähre der dänischen Reederei Thyborøn-Agger Færgefart.

## Geschichte
Das im Herbst 2016 bestellte Schiff wurde unter der Baunummer 108 auf der Werft Søby Værft in Søby auf der Insel Ærø gebaut. Der Rumpf wurde von dem in Stettin ansässigen Schiffbauunternehmen Spawrem zugeliefert, die dafür das Gelände der ehemaligen Werft Szczecin Shipyard nutzte. Der Rumpf wurde am 17. Januar 2018 mithilfe eines Krans ins Wasser gehoben. Die Fertigstellung der Fähre erfolgte im Juli 2018.
Die Fähre verkehrt im Verlauf der Sekundærrute 181 über den Limfjord zwischen Thyborøn und Agger. Sie ersetzte hier die 1975 gebaute, gleichnamige Fähre.
Der Schiffsentwurf stammte vom dänischen Schiffsarchitekturbüro OSK-ShipTech. Die Baukosten beliefen sich auf 42,3 Mio. DKK.

## Technische Daten und Ausstattung
Die Fähre verfügt über einen Hybridantrieb aus elektrischem und dieselelektrischem Antrieb. Sie ist mit zwei Elektromotoren mit jeweils 374 kW Leistung ausgestattet. Die Elektromotoren treiben jeweils eine Propellergondel mit Festpropeller an den beiden Enden der Fähre an. Für die Stromerzeugung stehen zwei von Scania-Dieselmotoren mit jeweils 323 kW Leistung angetriebene Generatoren mit 404 kVA Scheinleistung zur Verfügung. Der Strom dient zum Antrieb der Elektromotoren bzw. zum Aufladen zweier Akkumulatorbänke mit einer Kapazität von jeweils 78 kWh. Die Akkumulatoren können auch mit Landstrom geladen werden. Das Schiff verfügt über zwei Maschinenräume, in denen jeweils ein Elektromotor und ein Generatorsatz untergebracht sind.
Die Fähre verfügt über ein durchlaufendes Fahrzeugdeck mit drei Fahrspuren. An beiden Enden der Fähre befinden sich herunterklappbare Rampen. Das Fahrzeugdeck ist im mittleren Bereich vom Steuerhaus überbaut. Das Steuerhaus überspannt die gesamte Schiffsbreite und geht zur besseren Übersicht etwas über die Schiffsbreite hinaus.
Die Fähre kann 22 Pkw befördern. Die Passagierkapazität beträgt in den Sommermonaten 98 und in den Wintermonaten 60 Personen. An Bord sind zwei Aufenthaltsräume für die Passagiere eingerichtet.